# 내시 현상
내시 현상(Entoptic phenomenon, 고대 그리스어 ἐντός(entós) '내부' 및 ὀπτικός(optikós) '시각적'에서 유래)은 인간의 눈 내부에 있는 것을 보는 시각 효과이다.
헤르만 폰 헬름홀츠의 말에 따르면: "적절한 조건에서 눈에 떨어지는 빛은 눈 자체 내의 특정 물체를 보이게 할 수 있다. 이러한 인식을 엔토피컬(Entoptical)이라고 한다."

## 개요
내시의 상은 망막에 투영된 상에 물리적 기반을 갖는다. 따라서 이는 시각 시스템에 의해 발생하고 (느슨하게 말하면) 현실과 다르게 보이는 시각적 인식을 특징으로 하는 착시와는 다르다. 내시의 상은 관찰자 자신의 눈에 있는 현상에 의해 발생하기 때문에 착시 및 환각과 한 가지 특징을 공유한다. 관찰자는 현상에 대한 직접적이고 구체적인 관점을 다른 사람과 공유할 수 없다.
헬름홀츠는 어떤 관찰자들에게는 쉽게 보일 수 있지만 다른 관찰자들에게는 전혀 볼 수 없는 내시 현상에 대해 논평했다. 이러한 상을 생성하는 눈의 특정 측면은 각 개인마다 고유하기 때문에 이러한 차이는 놀라운 일이 아니다. 개인 간의 차이와 두 관찰자가 거의 동일한 자극을 공유할 수 없기 때문에 이러한 현상은 대부분의 시각적 감각과 다르다. 이는 또한 공통 자극을 볼 때 발생하는 대부분의 착시 현상과도 다르다. 그러나 주요 엔트로피 현상 사이에는 물리적 기원이 이제 잘 이해될 만큼 충분한 공통점이 있다.

## 같이 보기
- 감각 차단 탱크